# Gibó huloc de Skywalker
El gibó huloc de Skywalker és una espècie de gibó que viu a les muntanyes Gaoligong, a la província de Yunnan (Xina), i possiblement als boscos verges de Myanmar situats entre els rius Chindwin i Irauadi. Es creu que en queden menys de 200 exemplars a la part xinesa de la seva distribució, amb un nombre indeterminat a Myanmar. Fins al 2017, les poblacions d'aquesta espècie s'assignaven al gibó huloc oriental (H. leuconedys). Com que fou descobert fa poc, encara no se n'ha avaluat l'estat de conservació, encara que tot indica que es tracta d'una espècie amenaçada.